# Belmonte de San José

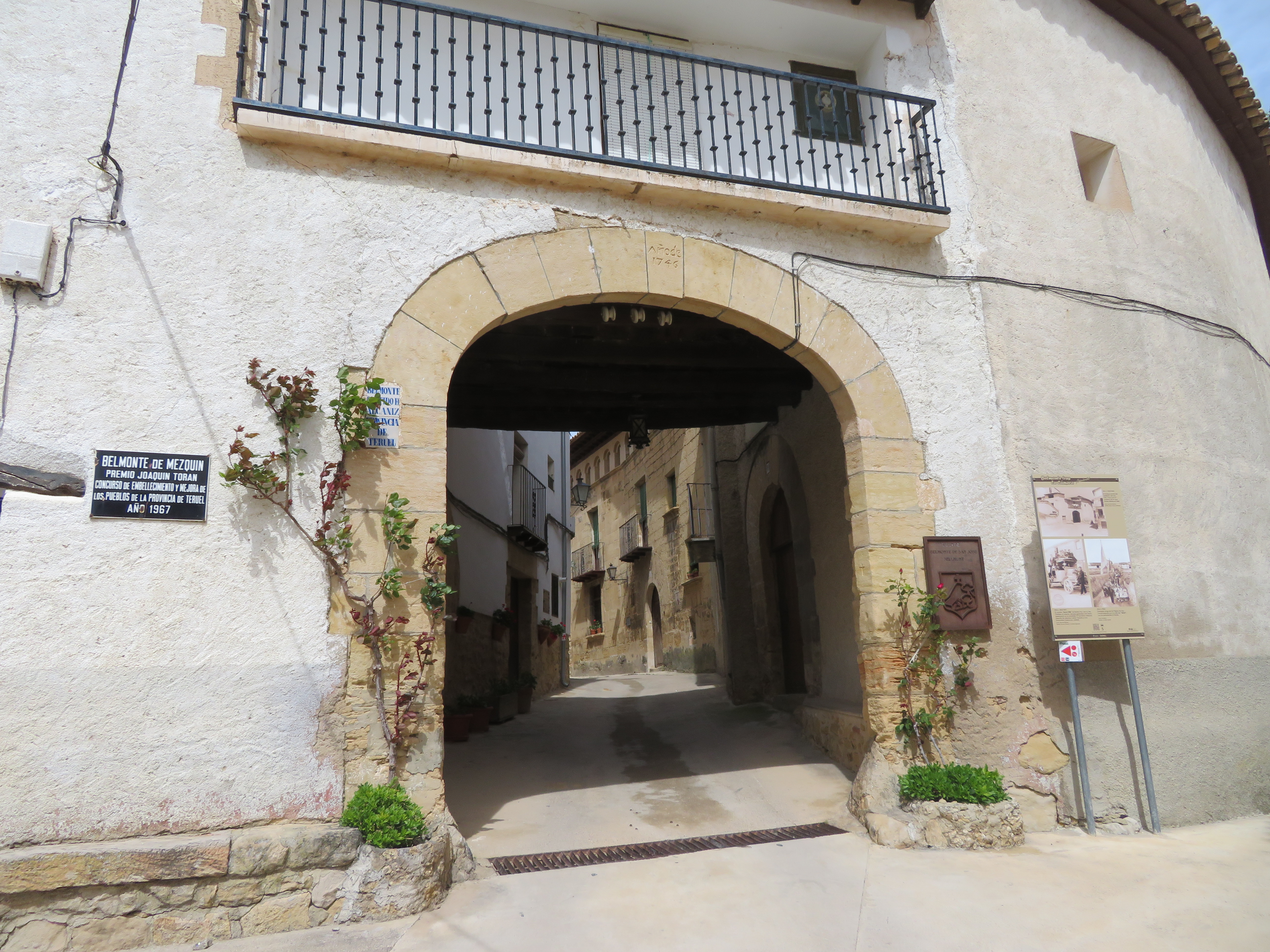
Belmonte de San José

Belmonte de San José là một đô thị trong tỉnh Teruel, Aragon, Tây Ban Nha. Theo điều tra dân số 2004 (INE), đô thị này có dân số là 147 người.